# Esteban Imaz
 Esteban Imaz (en algunos sitios aparece escrito como Ymaz, pero así figura tanto en el decreto de designación como en los fallos de la Corte) (Buenos Aires, 16 de noviembre de 1903 - Buenos Aires, 24 de septiembre de 1980) fue un abogado y ministro de la Corte Suprema de Justicia de Argentina.

## Actuación judicial
Estudió  en el Colegio Nacional Buenos Aires y después en la Facultad de Derecho de la Universidad de Buenos Aires, donde se recibió de abogado con excelentes notas en 1922 y se doctoró con una tesis publicada en ese año sobre El empréstito como recurso del Estado.
Después de estar por poco tiempo como secretario en un Juzgado Nacional en lo Civil y en la Cámara Nacional de Apelaciones en lo Civil, fue nombrado secretario de la Corte Suprema de Justicia de la Nación por Acuerdo del 19 de abril de 1937.
El presidente Arturo Frondizi por decreto N.º 12151 del 3 de octubre de 1960 lo designó juez de ese Tribunal y juró al día siguiente.
Compartió La Corte Suprema en distintos momentos con Julio César Oyhanarte, Luis María Boffi Boggero, Alfredo Orgaz, Aristóbulo Donato Aráoz de Lamadrid, Benjamín Villegas Basavilbaso, Pedro Aberastury, Ricardo Colombres, José Federico Bidau, Carlos Juan Zavala Rodríguez y Amílcar Ángel Mercader.
Al producirse el golpe de Estado del 28 de junio de 1966 fue cesado junto a los demás integrantes de la Corte por el decreto N.º 3 del 28 de junio de 1966.
Falleció en Buenos Aires el 14 de febrero de 1998. Estaba casado con Aída Cossio, fue padre de tres hijos: Esteban, Dorotea y Bárbara y abuelo de nueve nietos: Soledad, Augusto, Esteban, Martín, Pilar, Bárbara, Andrés, Solange y Julio.

## Valoración
Fue profesor de Derecho Romano en la Universidad de Buenos Aires. Carecía de actividad política conocida y era un gran conocedor del trabajo de la Corte, en cuya Secretaría había estado durante más de veinte años antes de ser juez. Fruto de ese trabajo era un notable estudio titulado El recurso extraordinario  que publicó en colaboración con Ricardo E. Rey, también secretario de la Corte.
Con su designación como juez se perdió a un funcionario de relevantes cualidades para la Secretaría. Hay quien ha advertido la influencia de la filosofía jurídica de Carlos Cossio en los jueces Imaz y Colombres.